# 荷塘区
荷塘区是湖南省株洲市下辖的市辖区。区域总面积为152平方公里，常住人口約35万。区人民政府駐新華東路1468號。

## 历史沿革
荷塘区成立于1997年5月31日，根据1997年株洲区划调整，辖原东区的月塘、茨菇塘、宋家桥3个街道，原郊区的明照、荷塘铺（不含新民、田心、双丰3个村）、蝶屏3个乡和龙头铺镇的茶园、东流、三搭桥3个村。同年7月，市辖区行政区划进一步调整：荷塘区东以株洲市与长沙市、原郊区与株洲县界线为界，南以明照乡与建宁乡界线为界，西以京广铁路（西边线）及白石港河（老河）为界，北以蝶屏乡与云田乡界线为界。8月1日，荷塘区政府正式成立，政府驻地为新华东路即原东区政府所在地。
- 1997年荷塘区成立时所辖的乡镇和街道为3个街道、3个乡即月塘街道、宋家桥街道、茨菇塘街道、明照乡、仙庾乡、荷塘乡。
- 2001年，荷塘区对区内行政区划作出调整，蝶屏乡、明照乡分别由原辖19个行政村调减为15个行政村，荷塘铺乡由原辖5个行政村调增为13个行政村；对月塘、茨菇塘两个街道办事处的行政区域进行了重新划分。新区划自10月1日起开始运行。12月18日，撤销蝶屏乡，设立仙庾镇。至此，荷塘区辖一镇（仙庾镇）、二乡（荷塘铺乡、明照乡）、三办（月塘街道办事处、茨菇塘街道办事处、宋家桥街道办事处），43个行政村、46个居委会。
- 2005年1月24日，荷塘区行政区划调整，撤销荷塘铺乡，新增设金山街道办事处和桂花街道办事处两个街道办事处；对仙庾镇、明照乡行政区域及宋家桥街道办事处管辖范围进行调整。1、撤销荷塘铺乡，将原荷塘铺乡的金钩山、太阳、荷塘铺、新塘坡、桂花、戴家岭、新村、天台8个建制村划入宋家桥街道办事处；2、将原荷塘铺乡的龙州、星星、大丰、新市、桐梓坪划入明照乡；3、将明照乡宋家桥建制村划入宋家桥街道办事处；4、将明照乡的帅家塅、东元2个建制村划入仙庾镇。

## 行政区划
荷塘区下辖5个街道办事处、1个镇：
月塘街道、茨菇塘街道、宋家桥街道、桂花街道、金山街道和仙庾镇。

## 人口
根據全國第七次人口普查數據，截至2020年11月1日零時，荷塘區常住人口348894人，與2010年第六次全國人口普查的300702人相比，增加48192人，增長16.03%，年平均增長率為1.5%。

## 地理
荷塘区位于株洲市东北部，东临浏阳市，东南部与株洲县交接，西南部与芦淞区接壤，西北部石峰区为邻。